# Capri (vêtement)
Pour les articles homonymes, voir Capri (homonymie).
Un capri aussi appelé corsaire ou pantacourt, parfois « pantalon cigarette », est un bas de vêtement qui s'arrête entre le genou et le mollet, à mi-chemin entre le pantalon et le short. Bien que trouvant l'origine de son nom dans l'île de Capri, il est appelé « pinocchietto » en Italie.

## Description et historique
Le capri pants s'arrête soit à mi-mollet, soit juste en dessous du mollet, voire en dessous du genou.
Bien qu'à l'origine le capri ait été conçu pour les femmes, il est devenu parfois porté par les hommes dans plusieurs pays, notamment en Europe. 
Le capri est conçu en 1948 par la styliste Sonja de Lennart (en) sous le nom de « capri pants » et popularisé l'année suivante par Bunny Roger (en) alors en vacances sur l'île de Capri. En France, c'est Brigitte Bardot qui le popularise dans les années 1950 portant à l'écran un capri en Vichy. Son usage, ces années là, vient en parallèle de la démocratisation du pantalon pour les femmes, ainsi que de l'apparition d'une mode plus confortable.
Il devient en vogue aux États-Unis dans les années 1960 à cause de la série The Dick Van Dyke Show. En effet l'actrice Mary Tyler Moore qui y jouait le rôle de la jeune femme au foyer y portait ce capri, ce qui fit alors sensation. Mary Tyler Moore précise que « c'est moi qui ai imaginé que Laura Petrie, mon personnage dans The Dick Van Dyke Show, puisse être en pantalon dans les scènes d'intérieur, car je savais ce que portaient les femmes au foyer américaines au début des années 1960 : un pantalon court. je crois avoir été la première femme dans une série télévisée à ne pas porter de robe à fleurs et de talons pour passer l'aspirateur dans le salon. Car ce n'était pas la vérité. » Les sœurs Fontana créent, à la demande d'Edith Head, des vêtements « style Capri » pour Audrey Hepburn dans le film Vacances romaines ; Edith Head va décliner le « style Capri » en dessinant la jupe Capri, la chemise Capri, la ceinture Capri, mais seul le pantalon restera notable. L'année suivante, c'est Hubert de Givenchy qui réalise un pantalon court pour l'actrice dans Sabrina. La mode italienne (en) est sur le devant de la scène dans les années 1960. Emilio Pucci inclut nombre de pantalons capri colorés à ses collections.
Le pull noir, pantacourt bien serré, chaussures plates, cheveux longs et yeux de biches comme Juliette Gréco devient un classique, particulièrement dans les rues de Paris. Mais toutes les classes de la société, internationalement, adoptent alors le capri.
Après le capri subit une baisse de popularité entre 1970 et 2000, bien qu'Uma Thurman l'ait porté dans le film Pulp Fiction sorti en 1994 ou Rafael Nadal lors de nombreux matchs.

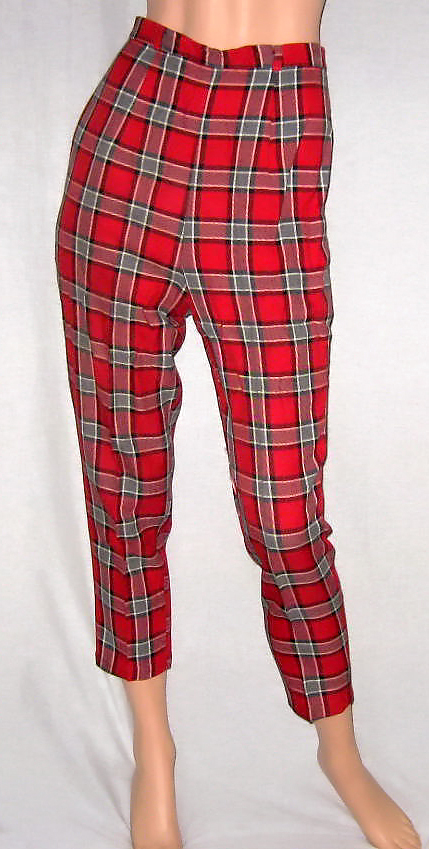
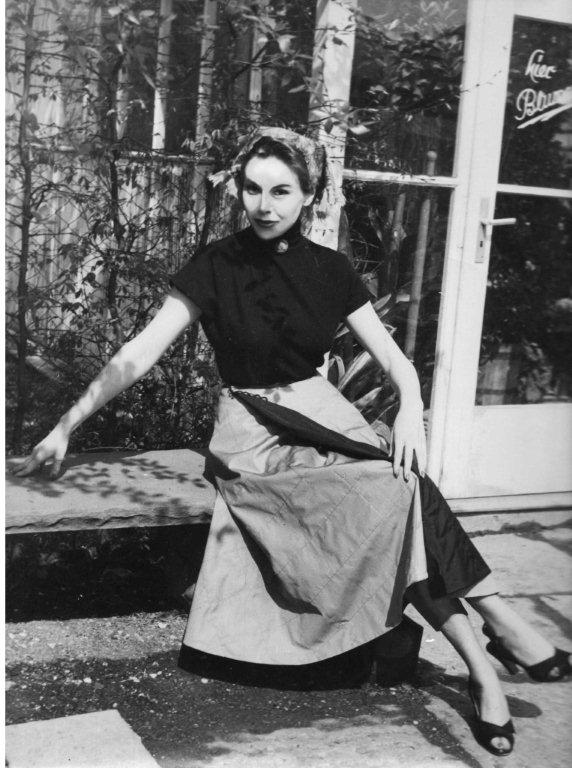
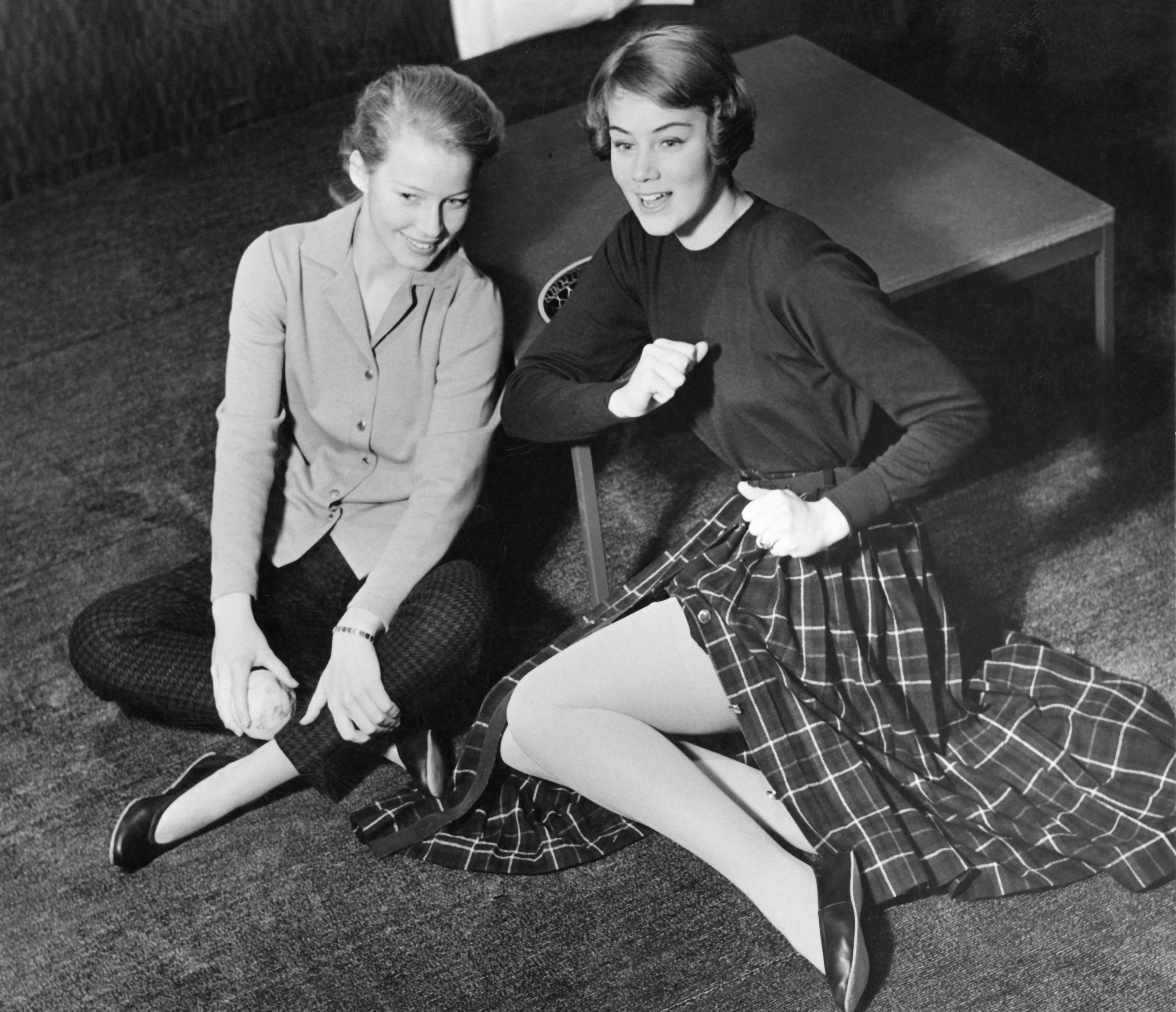

### Source
- Antonio Mancinelli (trad. de l'italien), Fashion Box : les icônes de la mode, Paris, Éditions du Chêne, mai 2011, 480 p. (ISBN 978-2-8123-0426-2), « Pantacourt ou Capri pants », p. 410 à 435.